# Schlacht bei Bautzen
Frühjahrsfeldzug 1813
Lüneburg – Möckern – Halle – Großgörschen – Gersdorf – Bautzen – Reichenbach – Nettelnburg – Haynau – Halberstadt – Luckau
Herbstfeldzug 1813

Großbeeren – Katzbach – Dresden – Hagelberg – Kulm – Dennewitz – Göhrde – Altenburg – Wittenberg – Wartenburg – Liebertwolkwitz – Leipzig – Torgau – Hanau – Hochheim – Danzig
Winterfeldzug 1814

Épinal – Colombey – Brienne – La Rothière – Champaubert – Montmirail – Château-Thierry – Vauchamps – Mormant – Montereau – Bar-sur-Aube – Soissons – Craonne – Laon – Reims – Arcis-sur-Aube – Fère-Champenoise – Saint-Dizier – Claye –  Paris
Sommerfeldzug von 1815

Quatre-Bras – Ligny – Waterloo – Wavre – Paris
Die Schlacht bei Bautzen, am Triumphbogen in Paris auch Schlacht bei Wurschen genannt, fand am 20./21. Mai 1813 nahe der Stadt Bautzen im Zuge der Befreiungskriege gegen das napoleonische Frankreich statt.
Napoléon hatte in der Schlacht bei Großgörschen (Lützen) die Verbündeten Russland und Preußen besiegt. Napoleon hatte zwei voneinander getrennte Armeen gleichzeitig an verschiedenen Orten auf das Schlachtfeld geführt und den rechten Flügel der Verbündeten vollständig umfasst. Während des Rückzugs der Verbündeten griff Napoléon bei Bautzen erneut an. Obwohl die Franzosen, für welche die Schlacht besonders verlustreich war, nur Gelände gewinnen konnten, wird diese Schlacht als Sieg für Napoléon gewertet.

## Vorgeschichte

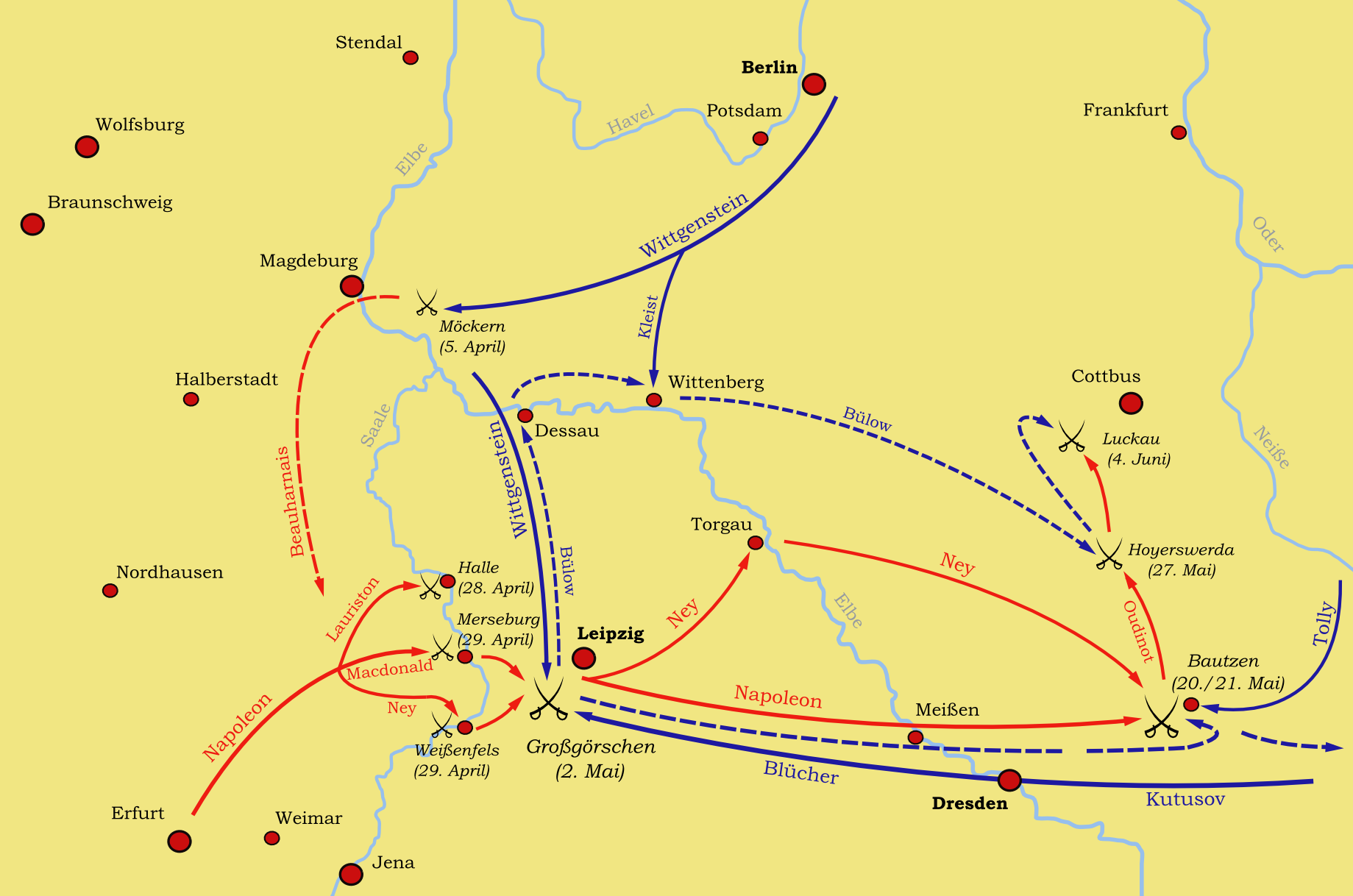
Karte zum Feldzugsverlauf 1813

Die Verbündeten hatten sich nach der Niederlage bei Lützen (2. Mai) über das rechte Elbufer nach Dresden zurückgezogen. Napoleon ließ Ney über Torgau gegen Berlin vorgehen, während Lauriston und Reynier die Preußen und er selbst die Russen verfolgten. Unterdessen waren Barclay de Tolly und General von Kleist mit ihren Truppen beim verbündeten Heer unter Oberbefehl des Grafen von Wittgenstein eingetroffen, das nun über etwa 97.000 Mann verfügen konnte.
Napoleon begab sich am 18. Mai von Dresden zur Armee, nachdem er die Division Peri zur Verbindung mit Ney entsandt hatte. Er befahl Marschall Ney, seinen Vorstoß auf Berlin einzustellen und über Hoyerswerda gegen die rechte Flanke der Verbündeten zu operieren. Von Seiten der Verbündeten wurden Barclay mit seinen frischen Truppen, eine russische Grenadierdivision und das Yorcksche Korps abgeschickt, um die Verbindung Neys mit Napoleon zu verhindern. Barclay vernichtete zwar am 19. Mai bei Königswartha größtenteils die Division Peri, Yorck dagegen traf bei Weißig auf Lauristons überlegene Macht und beide mussten sich auf die Ausgangsstellung von Bautzen zurückziehen.
Zum Zeitpunkt der Schlacht befanden sich die drei Monarchen – Napoleon Bonaparte, Alexander I. und Friedrich Wilhelm III. – in der Oberlausitz. Um die Stadt Bautzen konzentrierten sich ca. 250.000 Soldaten mit rund 30.000 Pferden. Dabei standen sich auf beiden Seiten auch deutsche Truppen als Feinde gegenüber (daher wird in der älteren deutschen Geschichtsschreibung oft vom „Schicksal der zum Bruderkampf getriebenen Deutschen“ gesprochen). Preußen auf der Seite der Verbündeten kämpften gegen Württemberger, Badener, Hessen, Bayern und Sachsen auf französischer Seite.
Am 19. Mai, als die Monarchen von Russland und Preußen noch in Bautzen weilten und von der Ortenburg aus die französischen Stellungen erkundeten, wäre Napoleon bei der Verlegung seines Hauptquartiers beinahe einer Rast machenden Kosakenstreife in die Hände gefallen.

## Verlauf der Schlacht

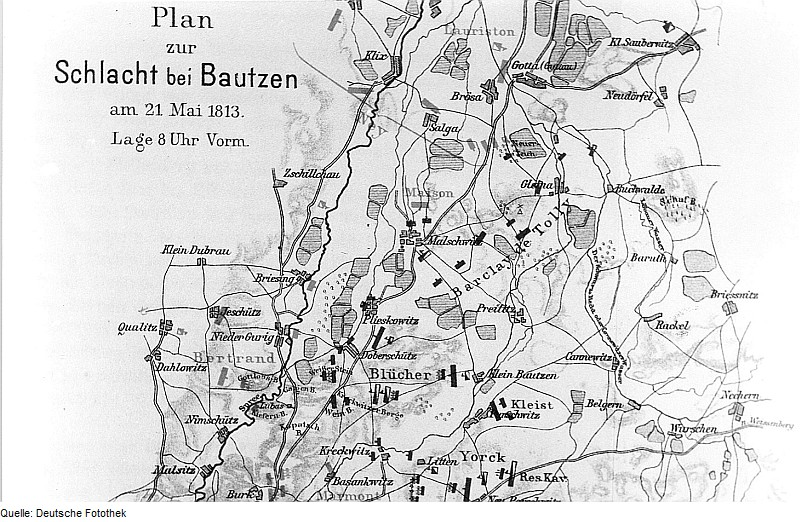
Plan zur Schlacht bei Bautzen am 21. Mai 1813

Am Vorabend der Schlacht begutachtete Napoleon die Lage von drei Aussichtspunkten bei Schmochtitz, Salzenforst und Kleinwelka aus. Das günstige Terrain um Bautzen (Berge im Süden, Teichland im Norden) bot gute Verteidigungsbedingungen, und so stellten sich die Verbündeten im Mai 1813 einer weiteren Schlacht. Für Napoléon bot sich bei Bautzen durchaus die Chance, den Krieg zu seinen Gunsten zu entscheiden. Als Gründe dafür, dass dies nicht gelang, werden unter anderem ein Fehler eines seiner Marschälle, seine eigene Unentschlossenheit und der hervorragend geplante und organisierte Rückzug der Verbündeten genannt.

### Erster Tag
Am Morgen des 20. Mai begann die Schlacht, 97.000 Mann der Verbündeten standen etwa 163.800 Soldaten auf französischer Seite gegenüber. Napoleon hatte sein Hauptquartier in Bautzen, die verbündeten Monarchen in Wurschen. Napoleon übermittelte am frühen Morgen seine Instruktionen und ließ die Armee aufmarschieren. Das XII. Korps unter Marschall Oudinot führte den äußersten rechten Flügel bei Drauschkowitz und sollte über die Spree gehen und die russischen Truppen unter General Miloradowitsch auf den Anhöhen von Doberschau und Singwitz angreifen. Das XI. Korps unter Macdonald hatte auf der Straße nach Dresden aufzumarschieren, die Stadt Bautzen zu besetzen und dann über die Spree zu gehen. Links von diesem hatte das VI. Korps unter Marschall Marmont und das IV. Korps unter Bertrand die Spree bei Nimschütz und Niedergurig zu überschreiten. Marschall Soult hatte die Führung im Zentrum inne, wo er gegenüber den preußischen Truppen unter General Blücher und von Kleist angreifen sollte. Dahinter verblieb die Kaisergarde unter Marschall Mortier und zwei Kavalleriekorps auf den Straßen nach Kamenz und Bischofswerda als Reserve. Marschall Ney, dem auch das V. Korps unter General de Lauriston unterstellt war, welches erst über Königswartha herankam, hatte Befehl, vorerst nur mit dem III. Korps (in Vertretung unter General Souham) gegen den Ort Klix anzusetzen. Ney konnte mit seiner vollständigen Truppenmacht frühestens am folgenden Tag eingreifen, zuvor hatte er noch die Vereinigung mit dem über Hoyerswerda anmarschierenden VII. Korps unter Reynier zu vollziehen und konnte erst dann Napoleons Befehl zur großräumigen Umfassung des rechten Flügel der Verbündeten ausführen.
In der Hauptstellung der Verbündeten auf den Terrassen des rechten Spreeufers hatten die Russen unter Barclay (etwa 12.000 Mann) den rechten Flügel, Gortschakow und Graf von Berg den linken Flügel, Blücher und Yorck die Mitte besetzt, Großfürst Konstantin mit den Garden stand in Reserve. Die Preußen unter Blücher hielten die Höhenstellungen bei Neschwitz, Pließkowitz und Doberschütz und General von Kleist sicherte die Stellungen auf der Anhöhe bei Burk.
Gegen 9 Uhr vormittags begab sich Napoleon wieder auf die Schmochtitzer Höhe, gegen Mittag eröffnete die französische Artillerie die Schlacht. Die Angriffe Oudinots auf die Höhen nördlich von Hochkirch scheiterten, im Zentrum wurde die Spreelinie auf ganzer Breite überwunden. Auf dem linken Flügel nahm die erst am Nachmittag eintreffende Vorhut Neys den Übergang bei Klix, ohne jedoch die Spree noch an diesem Tag zu überschreiten.

### Zweiter Tag
Am 21. Mai wurde die Schlacht um 6 Uhr morgens wieder aufgenommen, der Zar und der König von Preußen wählten ihren neuen Standpunkt am linken Flügel, hinter der russischen Garde, auf dem Monarchenhügel in Jenkwitz. Oudinots Divisionen stürmten wieder gegen die Höhen bei Doberschütz. Mit Unterstützung der 35. Division (General Gerard) gelang es bald, den Russen unter General Lussanjewitsch die Orte Mehltheuer, Pielitz und Großkunitz zu entreißen. General Miloradowitsch wurde darauf auf Befehl des Zaren durch Truppen des rechten Flügels verstärkt, obwohl Wittgenstein auf die Gefahr der völligen Entblößung des rechten Flügels hinwies. Mit Hilfe der Verstärkungen konnten die Russen nicht nur die verlorenen Orte wiedergewinnen, sondern auch Oudinots Truppen bis zur Spree zurückdrängen. Napoleon hatte diese Disposition erwartet und versagte dem jetzt bedrängten Marschall Oudinot die mögliche Unterstützung, denn die Entscheidung sollte durch die drei Korps von Ney auf dem linken Flügel fallen.
Bis zur Auswirkung der Umfassung wurde im Zentrum größtenteils nur ein heftiger Artilleriekampf geführt. Als Ney endlich um 15.30 Uhr im Raum Baruth eintraf, griff er sofort Barclay in der rechten Flanke an und nahm Preititz und die Höhen von Gleina ein. Die Preußen unter Blücher sahen sich jetzt von drei Seiten unter Feuer, wie bisher von Burk und Pließkowitz und jetzt auch im Rücken bei Preititz. Dem rechten Flügel Barclays drohte überhaupt die Abschnürung, sollten die Preußen nicht solange standhalten, bis der Abzug durch die Malschwitzer Teiche vollzogen wäre. General Kleist wurde beauftragt, die Truppen Neys bei Preititz aufzuhalten, um Zeit zu gewinnen. Marschall Soult ließ anschließend die Kreckwitzer Höhen im Zentrum, den Schlüssel der Stellung Blüchers, durch Truppen Bertrands stürmen. Nach furchtbarem Kampf wurden dieselben genommen. Soult und Neys Truppen bedrohten die rechte Flanke dermaßen, dass dem Zentrum der Verbündeten die Abdrängung nach Wurschen drohte. Zar Alexander, der sich bereits über seine Fähigkeiten in die Führung eingemengt hatte, musste seine Vorteile am linken Flügel aufgeben und den Befehl zum Rückzug geben. Als die Franzosen Preititz nochmals gestürmt hatten und durch die Enge von Niedergurig durchbrachen, musste auch Blücher abbauen. Er konnte bei Purschwitz noch die Vereinigung mit den Truppen Yorcks herstellen und sich den geordneten Rückzug nach Wurschen erkämpfen.

## Bewertung
Nach der Schlacht war Napoleon enttäuscht. Er hatte formal zwar gesiegt (der Gegner war zum Rückzug gezwungen worden), im Ergebnis war er trotzdem der Unterlegene. Die Franzosen hatten bei Bautzen bis zu 25.000 Männer verloren, die Verbündeten hatten nach verschiedenen Quellen zwischen 10.850 und 11.200 Tote zu beklagen, also deutlich weniger. Nach diesen Angaben war es ein Pyrrhussieg für Napoleon. Es gibt allerdings auch Quellen, die davon sprechen, dass die französischen Verluste nur leicht höher waren und auch die Verbündeten 20.000 Mann verloren. Jedenfalls hatte Napoleon keines seiner Ziele erreicht und seine Kräfte reichten nicht aus, um die Verbündeten sofort zu einer weiteren Schlacht zu stellen. Er soll vor Wut zunächst befohlen haben, sich selbst verletzende oder sich durch Kameraden anschießen lassende Verwundete erschießen zu lassen, wovon ihn sein Leibarzt, der Militärchirurg Dominique Jean Larrey aber abbrachte. Es fielen die Brigadegeneräle Sicard und Garnier de Laboissiere. Des Weiteren fiel Napoleons Stellvertreter Grand Maréchal du Palais Duroc bei Gefechten kurz nach der Schlacht. 
Im Folgenden wurde am 4. Juni 1813 im schlesischen Poischwitz ein zeitweiliger Waffenstillstand ausgehandelt. Napoleon hat sich darüber später oft selbst Vorwürfe gemacht und dies als entscheidenden Fehler angesehen, da die Verbündeten jetzt ihre Kräfte neu sammeln und sich immer mehr verstärken konnten. In der Völkerschlacht bei Leipzig vom 16.–19. Oktober 1813 unterlag Napoleon dann schließlich.
Das Ausmaß der Schlacht und die Intensität der Kampfhandlungen werden dadurch verdeutlicht, dass an beiden Schlachttagen mehr als 10.000 Soldaten gefallen sind. Bautzen war mit Verwundeten überfüllt. Infolgedessen brach in der Stadt das Nervenfieber aus. Viele der umliegenden Dörfer waren völlig verwüstet.
Auf dem Taucherfriedhof in Bautzen befindet sich noch heute eines der zahlreichen Massengräber mit gefallenen Russen, Deutschen und Franzosen. Dort wurde zum 40. Jahrestag des Geschehens, 1853, ein Denkmal eingeweiht.

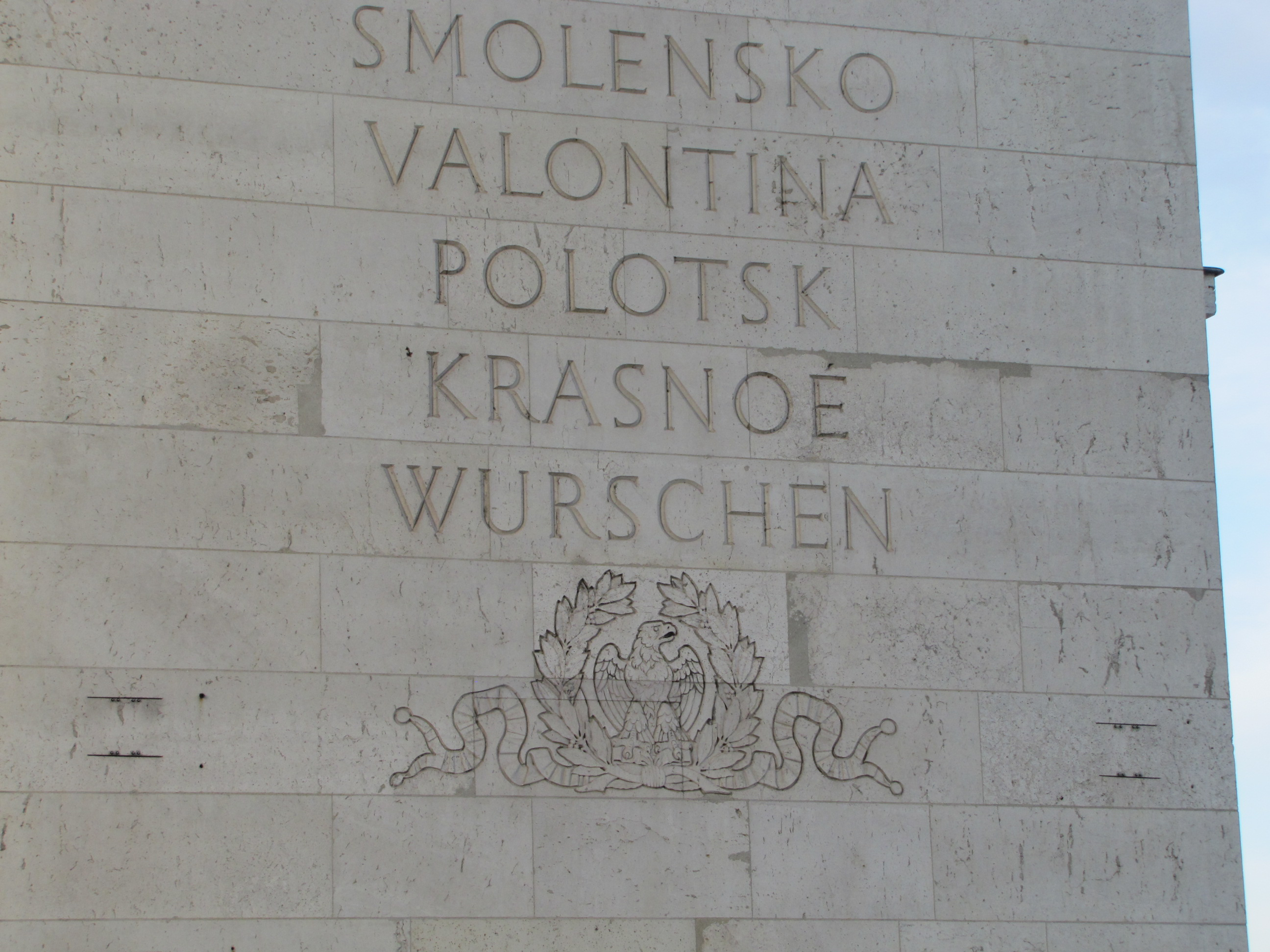
Inschrift im Pariser Triumphbogen